# 西安市第八十三中学
西安市第八十三中学位于西安市城东咸宁中路，毗邻兴庆公园和西安交通大学，是陕西省首批省级示范高中、陕西省科研兴校明星学校、陕西省首批办好的十所重点中学。
学校创建于1957年。1973年，"西安八十三中学"归属西安市教育局直接管理。1982年，学校被确定为"陕西省首批办好的十所重点中学"之一。2009年，学校被评为"陕西省首批普通高中示范学校"。
截至2012年9月28日，学校占地28855平方米，建筑面积30118平方米;拥有编制教师 126人，其中任课教师112人，;在校学生1600多名，32个教学班。